# Sheboygan Falls (Wisconsin)
Pour les articles homonymes, voir Sheboygan Falls.
Sheboygan Falls est une ville américaine située dans le comté de Sheboygan, au Wisconsin. Selon le recensement de 2020, sa population est de 8 210 habitants.